# Iñaki Rueda
Ignacio Rueda (Madri, 6 de agosto de 1978), mais conhecido como Iñaki Rueda, é um engenheiro espanhol de Fórmula 1 que atualmente é o diretor esportivo da equipe de Fórmula 1 da Kick Sauber. Ele anteriormente foi chefe de estratégia de corrida e esportes da Scuderia Ferrari entre 2021 e 2023.

## Carreira
Rueda iniciou sua carreira no automobilismo quando disputou motocross de 1991 a 1999, enquanto de 1997 a 2003, estudou na Universidade do Colorado, graduando-se em engenharia mecânica, com especialização em dinâmica de veículos, controles e sistemas.
Ansioso para trabalhar na Fórmula 1, Rueda concluiu um mestrado em automobilismo na Universidade de Cranfield, no Reino Unido. Pouco depois, ele trabalhou para a McLaren Electronics, mas queria trabalhar nas pistas, então, em 2005, ingressou na Jordan Grand Prix, como engenheiro de sistemas. Em 2006, ingressou na equipe Renault, na mesma função.
Em 2011, Rueda foi nomeado estrategista-chefe da Lotus F1 Team, cargo que manteve até 2014. Em seguida, se transferiu para a Scuderia Ferrari como chefe de estratégia de corrida. Em janeiro de 2021, foi nomeado diretor esportivo da equipe italiana.
Em fevereiro de 2023, ele assumiu um cargo na fábrica que ajuda a apoiar os elementos esportivos da equipe e foi substituído como diretor de estratégia por Ravin Jain. E, em janeiro de 2024, foi divulgado que Rueda havia deixando suas funções relacionadas à equipe italiana na Fórmula 1. Com ele seguindo na Ferrari, mas em operações sem ligação com a categoria máxima do automobilismo mundial.
Em 30 de outubro de 2024, foi anunciado que a Sauber Motorsport, que será transformada na Audi F1 Team em 2026, havia contratado Rueda como seu novo diretor esportivo. Com ele substituindo Beat Zehnder, que assumiu o cargo de diretor de programas e operações em 2025. Em sua nova função, Rueda ficou responsável por supervisionar todas as atividades esportivas e gerenciar o relacionamento com a Federação Internacional de Automobilismo (FIA).